# Karin Keller-Sutter

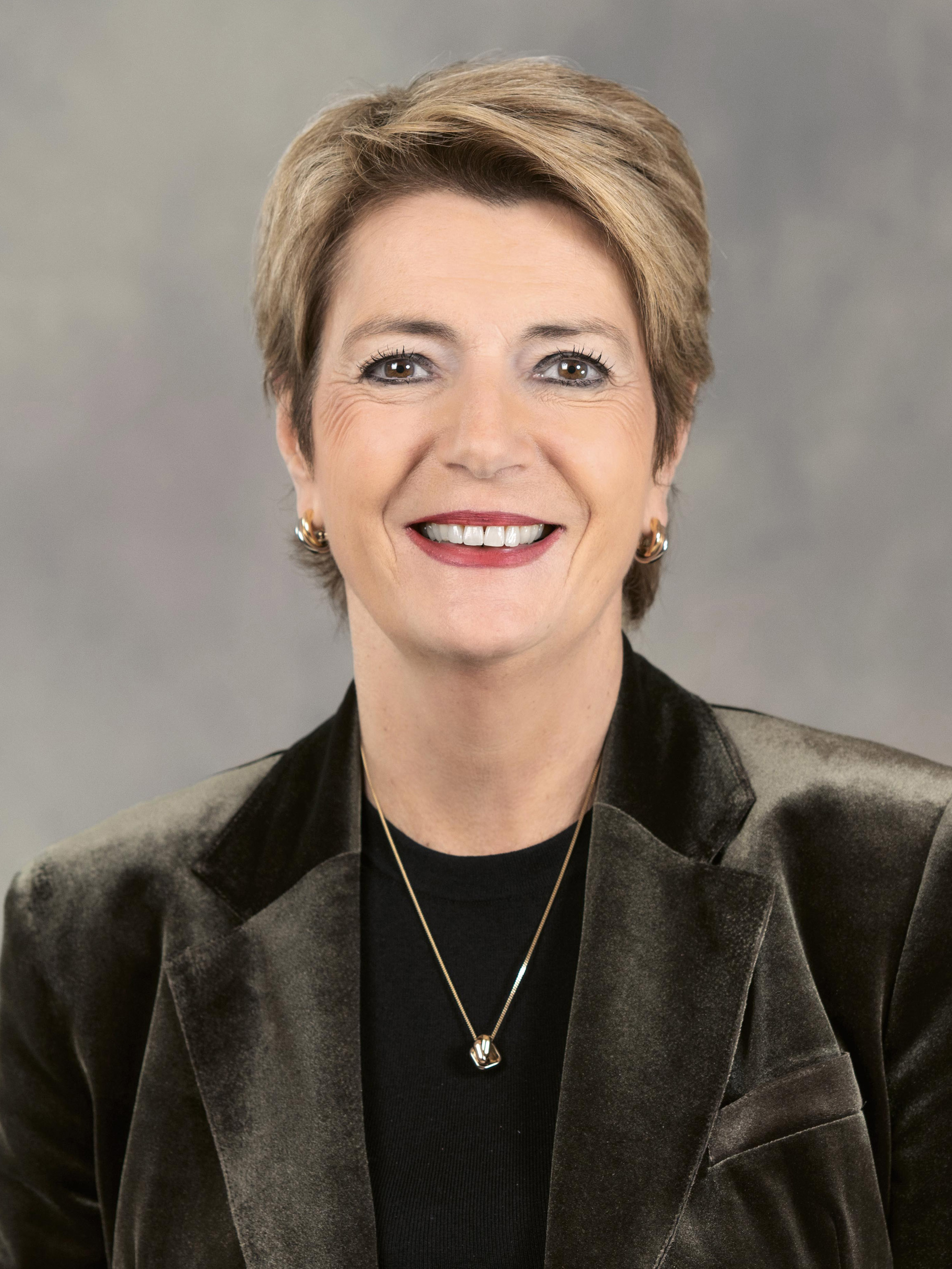
Karin Keller-Sutter (offizielles Porträt für das Jahr 2025)

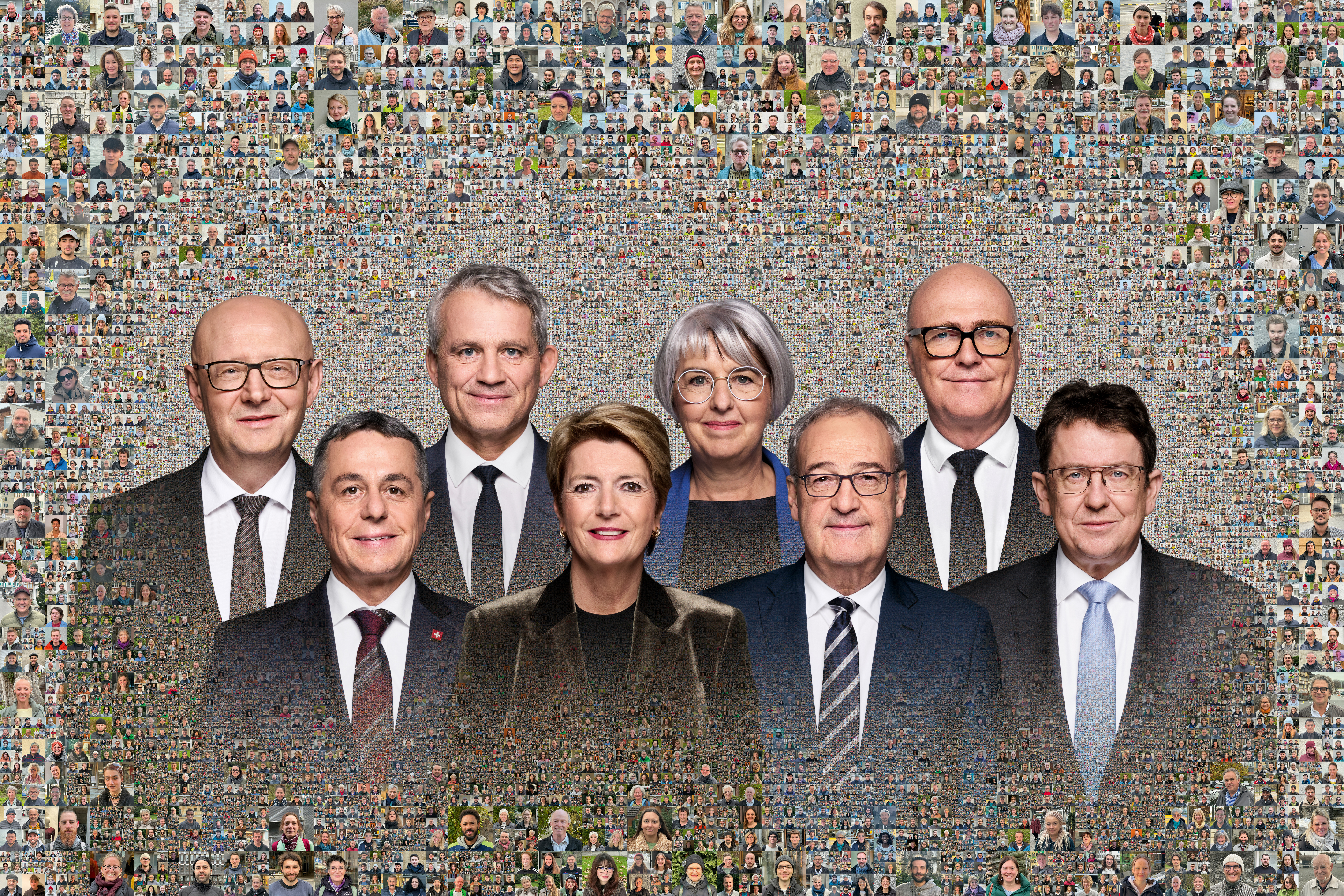
Karin Keller-Sutter (zweite von links unten) auf dem offiziellen Bundesratsfoto 2025

Karin Maria Keller-Sutter (* 22. Dezember 1963 in Niederuzwil; heimatberechtigt in Jonschwil und Kirchberg SG) ist eine Schweizer Politikerin (FDP.Die Liberalen). Sie wurde im Dezember 2018 als Nachfolgerin von Johann Schneider-Ammann in den Bundesrat gewählt. Sie war von Januar 2019 bis Ende Dezember 2022 Justizministerin der Schweiz. Seit Januar 2023 ist sie Vorsteherin des Eidgenössischen Finanzdepartements (EFD). Seit Januar 2025 ist sie Bundespräsidentin.

## Biografie
Karin Keller-Sutter wuchs in Wil im Kanton St. Gallen zusammen mit drei Brüdern in einem ländlichen katholischen Umfeld auf. Sie absolvierte ihre Schuljahre in Wil (u. a. Mädchensekundarschule St. Katharina) und Neuenburg. Anschliessend liess sie sich an der Dolmetscherschule Zürich (DOZ, heutige ZHAW) zur Übersetzerin und Konferenzdolmetscherin ausbilden. Nach dem Diplom arbeitete sie als selbständige Konferenzdolmetscherin. Zudem absolvierte sie einen einjährigen Studienaufenthalt in London, studierte ein Semester Politikwissenschaft an der Universität Montreal, absolvierte ein Nachdiplomstudium Pädagogik an der Universität Freiburg und war als Berufsmittelschullehrerin tätig.
Keller-Sutter war vor ihrer Wahl in den Bundesrat unter anderem Präsidentin im Verwaltungsrat der Pensimo Fondsleitung AG, Präsidentin der Anlagestiftung Pensimo, Vizepräsidentin der St. Galler Stiftung für Internationale Studien des St. Gallen Symposium, ab Mai 2013 im Verwaltungsrat der Versicherungsgruppe Bâloise und der ASGA Pensionkasse St. Gallen sowie Präsidentin des Detailhandelsverbandes Swiss Retail Federation und Vorstandsmitglied des Schweizerischen Arbeitgeberverbands. Von 2012 bis 2016 war sie zudem Mitglied im Verwaltungsrat der NZZ-Mediengruppe. Nach ihrer Wahl in den Bundesrat trat sie von allen anderen Ämtern zurück.
Sie ist mit dem Rechtsmediziner Morten Keller verheiratet und lebt in Wil im Kanton St. Gallen.

## Politik
Karin Keller-Sutter begann ihre politische Karriere von 1992 bis 2000 als Gemeinderätin von Wil; 1997 präsidierte sie den Gemeinderat. Von 1996 bis 2000 war sie Mitglied des Kantonsrats von St. Gallen und zwischen 1997 und 2000 Präsidentin der FDP des Kantons St. Gallen. Seit ihrer Wahl am 12. März 2000 bis Ende Mai 2012 war sie Regierungsrätin. Sie stand dem Sicherheits- und Justizdepartement vor und war Präsidentin der Justiz- und Polizeidirektorenkonferenz (KKJPD). Im Jahr 2006/07 sowie 2011/12 präsidierte sie die Kantonsregierung. Sie engagierte sich für das neue Asyl- und Ausländergesetz und einen konsequenten Vollzug im Kanton St. Gallen und führte Integrationsvereinbarungen mit Ausländern ein. Sie führte einen besonderen Schutz für Opfer häuslicher Gewalt und einen polizeilichen Jugenddienst ein und erhöhte die Polizeipräsenz im öffentlichen Raum. Sie wurde für ihre harten Massnahmen kritisiert, tritt jedoch für ihre Anliegen dezidiert ein.
Am 19. August 2010 gab sie bekannt, für den durch den Rücktritt von Bundesrat Hans-Rudolf Merz frei werdenden Sitz zu kandidieren. Die Bundesratsersatzwahlen 2010 fanden am 22. September statt, Keller-Sutter wurde jedoch nicht gewählt. Bei den Parlamentswahlen vom 23. Oktober 2011 wurde sie im ersten Wahlgang mit 64,56 Prozent der Stimmen in den Ständerat und am 28. November 2017 einstimmig zu dessen Präsidentin gewählt. Von 2018 bis zu ihrer Wahl in den Bundesrat war sie auch Präsidentin der EU-EFTA-Delegation.
Am 5. Dezember 2018 wurde Keller-Sutter im ersten Wahlgang als Nachfolgerin von Johann Schneider-Ammann in den Bundesrat gewählt. Am 11. Dezember 2019 wurde ihr Sitz bestätigt. Am 10. Dezember 2018 gab der Bundesrat bekannt, dass Keller-Sutter ab dem 1. Januar 2019 dem Eidgenössischen Justiz- und Polizeidepartement (EJPD) vorstehen wird. Sie ist seit dem 1. Januar 2023 Vorsteherin des Eidgenössischen Finanzdepartements (EFD). Am 11. Dezember 2024 wurde Keller-Sutter von der Vereinigten Bundesversammlung turnusgemäss zur Bundespräsidentin 2025 gewählt. Das letzte Mal gab es 1985 mit Kurt Furgler einen Bundespräsidenten aus dem Kanton St. Gallen.

## Öffentliche Wahrnehmung
Gemäss einer Umfrage der Sotomo aus dem Jahre 2019, welche im Auftrag der SRG durchgeführt wurde, wird Karin Keller-Sutter unter den Stimmberechtigten als einflussreichste Bundesrätin wahrgenommen. 50 Prozent der Befragten zählten sie – mit Alain Berset an zweiter Stelle – zu den zwei mächtigsten Mitgliedern, 7 Prozent hingegen zu jenen zwei mit dem geringsten Einfluss. Ausserdem wurde sie in derselben Umfrage von gut 59 Prozent der Befragten – nach Alain Berset und Viola Amherd – als sympathisch wahrgenommen, von denen 25 Prozent sie als «sehr» und 34 Prozent als «eher sympathisch» empfanden. Gemäss einer Umfrage der Tamedia-Zeitungen aus dem Jahre 2019, an der 19'000 Personen teilnahmen, ist Keller-Sutter (von einer Skala von 1 bis 6) mit 4.56 Punkten die beliebteste Bundesrätin.
Seit ihrem offiziellen Amtsantritt fällt Keller-Sutter aufgrund ihres, im Vergleich zu anderen Bundesratsmitgliedern, verhältnismässig starken Engagements in Abstimmungskampagnen auf, wo sie jeweils die offizielle Haltung des Gesamtbundesrates vertritt. Allerdings nur bei Vorlagen, die ihr eigenes Departement betreffen. Dieses Engagement zeigt sich beispielsweise durch vergleichsweise häufig abgehaltene Interviews und verhältnismässig viele Auftritte an Abstimmungspodien. So setzte sie sich beispielsweise leidenschaftlich für die Ablehnung der Begrenzungsinitiative und der Konzernverantwortungsinitiative und für die Annahme des E-ID-Gesetzes ein. Beobachter gehen deshalb davon aus, dass sie bei der Meinungsbildung einen relativ grossen Einfluss hat, was sich schlussendlich auf den Ausgang der Abstimmungen auswirkt.
Im Jahr 2023 übte auch die Geschäftsprüfungskommission des Nationalrats Kritik an Sutters Kampagne gegen die Konzernverantwortungsinitiative.

## Kontroversen
Im Abstimmungskampf um die E-ID reichte das Referendumskomitee eine Beschwerde ein. Hintergrund waren eine Medienkonferenz und zwei Interviews von Karin Keller-Sutter, in denen sie sagte, dass der Kanton Schaffhausen eine staatliche E-ID im ordentlichen Verfahren anerkennen lassen möchte, was «allgemein bekannt» sei. Sie stützte sich dabei auf eine Aussage des Ständerates Hannes Germann, um so zu belegen, dass nicht nur private Unternehmen eine elektronische ID ausstellen könnten. Regierungsrat Walter Vogelsanger ruderte aber zurück und erklärte, dass die Regierung von Schaffhausen noch keinen Beschluss gefasst habe, sondern dass dies lediglich eine «Option» sei. Das Referendumskomitee warf daraufhin der Bundesrätin und ihrem Team die gezielte Verbreitung von Fake News vor und reichte eine Abstimmungsbeschwerde ein. Später sagte Vogelsanger jedoch, dass der Kanton weiterhin beabsichtige, sich als E-ID-Anbieter anerkennen zu lassen, und der Beschluss deshalb fehle, weil das Gesetz noch gar nicht in Kraft sei. Das EJPD verwies auf ein Schreiben des Kantons vom 6. Januar. Das E-ID-Gesetz wurde abgelehnt.
Die Gegner des Verhüllungsverbotes störten sich daran, dass Bundesrätin Keller-Sutter sich im Abstimmungskampf bei dieser Vorlage weniger stark engagierte als beim E-ID-Gesetz. Einige sahen einen Zusammenhang zwischen ihrem zurückhaltenden Engagement und ihrer Zeit als Regierungsrätin im Kanton St. Gallen, wo sie bei der Einführung eines kantonalen Verhüllungsverbotes eine wichtige Rolle spielte. Keller-Sutter wurde deshalb teilweise als Befürworterin dieser Initiative angesehen, obwohl der Gesamtbundesrat die Nein-Parole beschloss, und sie sich deshalb absichtlich zurückgehalten habe. Andere verteidigten aber die Bundesrätin mit dem Hinweis, dass sie sich für zwei Vorlagen einsetzen musste und sich deshalb auf eine vollständig fokussierte.
Im April 2023 verteidigte Bundesrätin Karin Keller-Sutter die Übernahme der Credit Suisse im März 2023 durch die UBS und die dazu verwendeten Bundesgelder im Wert von fast 260 Milliarden Schweizer Franken. In einem Interview mit der Financial Times erklärte sie, dass diese Übernahme «die finanzielle Sicherheit des Schweizer Finanzplatzes und der Schweizer Wirtschaft gewährleistete sowie eine internationale Finanzkrise verhinderte». Sie bedauerte den Ausfall der AT1-Anleihen, welche jedoch von Anfang an als «risikoreiche Wertpapiere» mit über 9 Prozent Zinsertrag an Käufer angeboten worden seien.
Seit Januar 2025 als Bundespräsidentin tätig, lobte sie im Februar die Rede von JD Vance vom 14. Februar 2025 auf der 61. Münchner Sicherheitskonferenz als «Plädoyer für die direkte Demokratie»,. Als dies auf Kritik stiess, relativierte sie das Lob.

## Auszeichnungen
- 2011: SwissAward in der Kategorie Politik